# Coloma (Kalifornien)
Coloma (auch Colluma oder Culloma) ist ein zu Statistikzwecken definiertes Siedlungsgebiet (Census-designated place) im El Dorado County (Kalifornien). Das U.S. Census Bureau hat bei der Volkszählung 2020 eine Einwohnerzahl von 521 ermittelt.

## Lage
Coloma liegt am Südarm des American River (South Fork American River) 12 Kilometer nordwestlich von Placerville, dem Sitz der County-Verwaltung und etwa 20 Kilometer nordöstlich der Talsperre Folsom, wo sich der Nord- und der Südarm des American River vereinigen. Der Ort wird durch die California State Route 49 erschlossen.

## Geschichte
Die Siedlung liegt auf dem Gebiet des ehemaligen Dorfes Ko-lo-ma der Nisenan-Indianer.
Im Herbst 1847 begannen die Geschäftspartner Johann August Sutter und James W. Marshall mit dem Bau einer Sägemühle, die unter dem Namen Sutter’s Mill bekannt wurde.
Nachdem Marshall am 24. Januar 1848 im Auslaufkanal des damals noch im Bau befindlichen Sägewerks Goldkörner gefunden hatte, begann der Kalifornische Goldrausch. Für viele der nach Kalifornien strömenden Goldsucher war Coloma die erste Anlaufstation. Auch nachdem sich die Goldsucher in die umliegenden Täler verteilt hatten, blieb Coloma für einige Jahre deren Stützpunkt für die Versorgung.
El Dorado County war 1850 eines der 27 Gründungscountys in Kalifornien. Coloma war damals die einzige größere Ansiedlung und wurde Sitz der County-Verwaltung, deren Bezirk 1850 ebenso viele Einwohner hatte wie San Francisco. Alsbald gab es jedoch Bestrebungen zur Verlegung des Sitzes und 1857 kam die Verwaltung nach Placerville. Dies beschleunigte nun den Niedergang des Ortes.
Nachdem die im Tagebau erschließbaren Goldvorkommen abgebaut und die Goldgräber weitergezogen waren, verblieben Siedler, die sich eine landwirtschaftliche Existenz aufbauten. Unter den Siedlern war eine namhafte Anzahl die aus dem Tessin stammten. Neben Viehzucht wird im Coloma-Tal auch Obst- und Rebbau betrieben. Aufgrund der vielfältigen wirtschaftlichen Aktivitäten außerhalb des Goldrush-Tourismus in Coloma, kann der Ort trotz des Bevölkerungsrückgangs nicht als Geisterstadt  bezeichnet werden.
In den 1860er und 70er Jahren waren etwa ein Drittel der Einwohner Chinesen und es gab eine Chinatown. 1861 kam es zu einem Pogrom, dem einige Chinesen zum Opfer fielen. 1880 brannte Coloma-Chinatown ab und nur zwei Läden bleiben stehen.
In der südlich angrenzenden Siedlung Gold Hill bestand 1869 bis 1871 die Wakamatsu Tea and Silk Farm Colony von geflüchteten Anhängern des japanischen Fürsten Matsudaira Katamori.

### Einwohnerentwicklung
| Jahr   | 1850 | 1860 | 1870 | 1880 | 1890 | 1900 | 1910 | 1920 | 1930 | 1940 | 1950 | 1960 | 1970 | 1980 | 1990 | 2000 | 2010 |
| ------ | ---- | ---- | ---- | ---- | ---- | ---- | ---- | ---- | ---- | ---- | ---- | ---- | ---- | ---- | ---- | ---- | ---- |
| Coloma | 2000 | 1646 | 925  | 874  | 537  | 450  | 367  | 339  | 375  | 561  | 606  |      |      |      |      |      | 529  |

Quelle: US Census Berichte 1870, 1880, 1890, 1900, 1910, 1920, 1930, 1940, 1950, 2010

## Marshall Gold Discovery State Historic Park

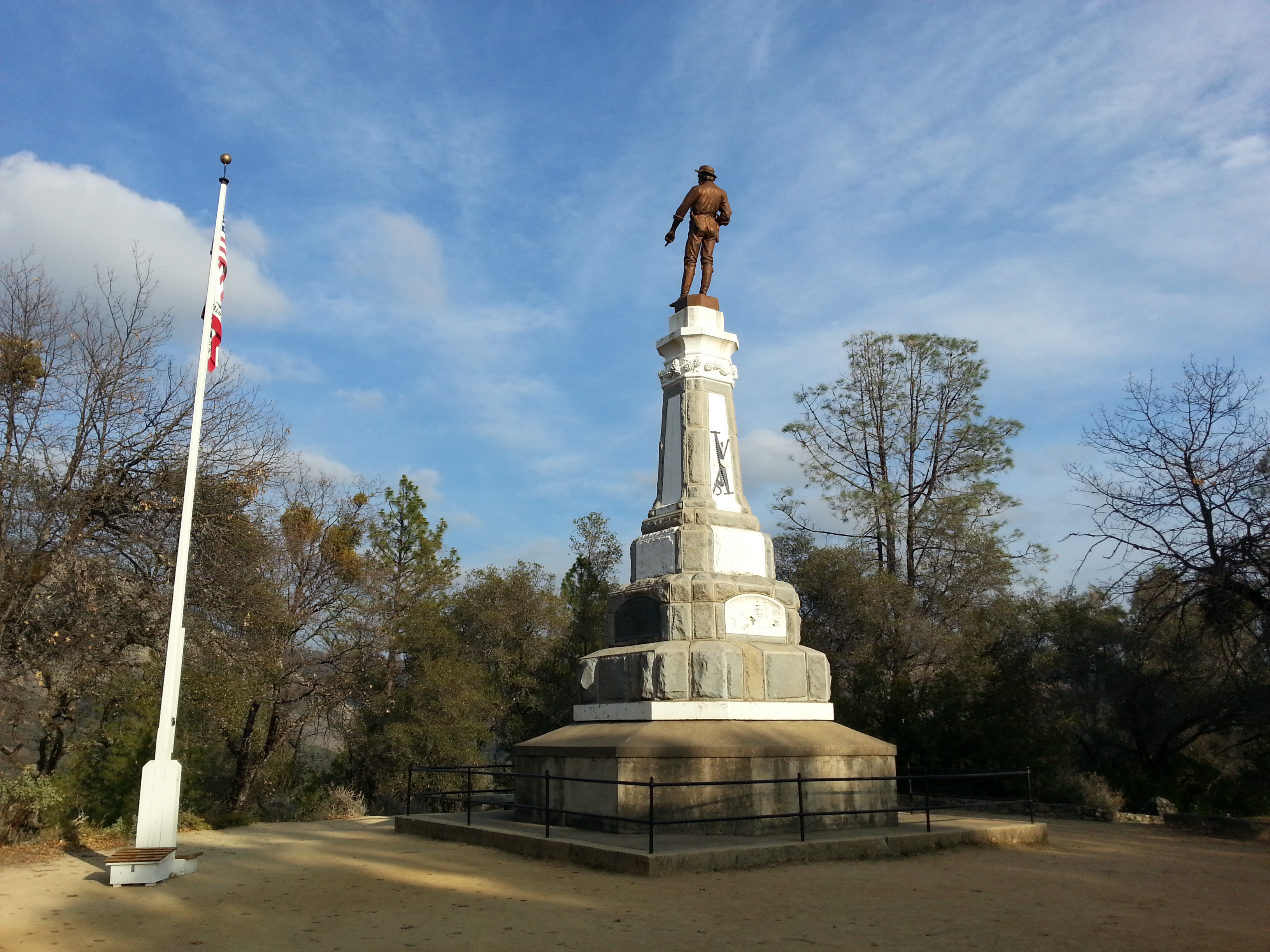
Marshall Monument im Marshall Gold Discovery State Historic Park

Ein großer Teil des Ortes ist als Marshall Gold Discovery State Historic Park ausgewiesen.
Sutter’s Mill ist eine California Historical Landmark und Teil des Marshall Gold Discovery State Historic Park, der auch ein National Historic Landmark District ist und im
National Register of Historic Places (NRHP) geführt wird.
Der State Park steht unter der Verwaltung der California State Parks. Dort gibt es neben einem kleinen Museum zur Geschichte des Ortes und des Goldrausches, einem funktionstüchtigen Nachbau des Sägewerkes und mehreren historischen Bauten die Möglichkeit für Besucher, selbst Gold zu waschen.
Ebenfalls zum Park gehört das Marshall Monument mit einer Statue Marshalls. Das Denkmal ist über Kaliforniens kürzesten Highway (California State Route 153) zu erreichen. Marshall war 1885 verarmt gestorben und wurde in Coloma begraben. Bereits seit 1887 bemühten sich die Native Sons of the Golden West um die Errichtung eines Denkmals für Marshall, das dann 1890 eingeweiht wurde.

## Meteorit
Nach dem Sägewerk wurde der Meteorit Sutter’s-Mill-Bolide benannt, der am 22. April 2012 über Nevada und Kalifornien beobachtet wurde. Bruchstücke des Meteoriten wurden nahe dem Sägewerk bei Coloma und im nahegelegenen Henningsen Lotus Park gefunden.

## Partnerschaften
- Clunes